# Стиллуотер (округ)
Округ Стиллуотер (англ. Stillwater County) располагается в штате Монтана, США. Официально образован в 1913 году. По состоянию на 2010 год, численность населения составляла 9117 человек.

## География
По данным Бюро переписи США, общая площадь округа равняется 4 674,955 км2, из которых 4 649,055 км2 суша и 23,828 км2 или 0,500 % это водоёмы.

## Климат
Согласно системе классификации климатов Кёппена, в округе Бродуотер тёплый летний влажный континентальный климат, на климатических картах сокращённо обозначаемый аббревиатурой «Dfb».

## Население
По данным переписи населения 2000 года в округе проживает 8 195 жителей в составе 3 234 домашних хозяйств и 2 347 семей. Плотность населения составляет 2,00 человека на км2. На территории округа насчитывается 3 947 жилых строений, при плотности застройки около 1,00-го строения на км2. Расовый состав населения: белые — 96,82 %, афроамериканцы — 0,13 %, коренные американцы (индейцы) — 0,70 %, азиаты — 0,21 %, гавайцы — 0,02 %, представители других рас — 0,94 %, представители двух или более рас — 1,18 %. Испаноязычные составляли 2,01 % населения независимо от расы.
В составе 32,60 % из общего числа домашних хозяйств проживают дети в возрасте до 18 лет, 64,60 % домашних хозяйств представляют собой супружеские пары проживающие вместе, 5,00 % домашних хозяйств представляют собой одиноких женщин без супруга, 27,40 % домашних хозяйств не имеют отношения к семьям, 24,10 % домашних хозяйств состоят из одного человека, 9,60 % домашних хозяйств состоят из престарелых (65 лет и старше), проживающих в одиночестве. Средний размер домашнего хозяйства составляет 2,48 человека, и средний размер семьи 2,94 человека.
Возрастной состав округа: 25,30 % моложе 18 лет, 5,70 % от 18 до 24, 26,90 % от 25 до 44, 27,60 % от 45 до 64 и 27,60 % от 65 и старше. Средний возраст жителя округа 41 лет. На каждые 100 женщин приходится 104,00 мужчин. На каждые 100 женщин старше 18 лет приходится 102,80 мужчин.
Средний доход на домохозяйство в округе составлял 39 205 USD, на семью — 45 238 USD. Среднестатистический заработок мужчины был 32 148 USD против 19 271 USD для женщины. Доход на душу населения составлял 18 468 USD. Около 6,20 % семей и 9,80 % общего населения находились ниже черты бедности, в том числе — 12,20 % молодежи (тех, кому ещё не исполнилось 18 лет) и 9,20 % тех, кому было уже больше 65 лет.